# محمدآباد (شهریار)
محمدآباد، شهرکی از توابع بخش مرکزی شهرستان شهریار در استان تهران ایران است.
این شهرک در بخش مرکزی شهریار و ناحیه کرشته قرار دارد.باغ های وسیع و متعدد و همچنین بافت سبز این محل سمبل آن در شهر شهریار است.چهار راه محمدابادو عبور رودخانه شاه‌چای از امتداد این محل نیز حائز اهمیت است.

## امکانات رفاهی و تفریحی
محمداباد با وجود قرار داشتن در بخش مرکزی و شهری شهریار ولی امکانات تفریحی و رفاهی مجزایی را از مرکز شهر داراست که از جمله آنها میتوان به:وجود یک باب مدرسه,ایستگاه اتش نشانی مجزا,پاسگاه شهری نیروی انتظامی,سه باب پارک و فضای سبز و... اشاره کرد.

## مردم
محمدآباد از جمله شهرک ها و محله های قدیمی شهریار و کرشته است.این محل با وجود بافت سر سبز و وسیع و همچنین قرار داشتن در یکی از شاه راه های شهریار(چهار راه محمداباد)همواره برای سکونت مورد توجه بوده است.اکثر مردم این شهرک را اهالی از استان های آذربایجان و قسمت های شمالی استان همدان تشکیل میدهند.